# Écriennes
Écriennes település Franciaországban, Marne megyében. Lakosainak száma 166 fő (2022. január 1.). Écriennes Favresse, Luxémont-et-Villotte, Matignicourt-Goncourt, Thiéblemont-Farémont és Vauclerc községekkel határos.

## Népesség
A település népességének változása:
| Lakosok száma | 136  | 157  | 151  | 144  | 176  | 172  | 174  | 170  | 169  | 166  |
|               | 1968 | 1982 | 1990 | 2006 | 2013 | 2015 | 2017 | 2019 | 2020 | 2022 |